# Gosende
Gosende é uma povoação portuguesa sede da Freguesia de Gosende do município de Castro Daire, freguesia com 20,46 km² de área e 368 habitantes (censo de 2021), tendo, por isso, uma densidade populacional de 18 hab./km².
Gosende foi vila e sede de concelho até 1834. Este era constituído apenas pela freguesia da sede. Tinha, em 1801, 721 habitantes.

## Demografia
A população registada nos censos foi:
| Distribuição da População por Grupos Etários | Distribuição da População por Grupos Etários | Distribuição da População por Grupos Etários | Distribuição da População por Grupos Etários | Distribuição da População por Grupos Etários |
| -------------------------------------------- | -------------------------------------------- | -------------------------------------------- | -------------------------------------------- | -------------------------------------------- |
| Ano                                          | 0-14 Anos                                    | 15-24 Anos                                   | 25-64 Anos                                   | > 65 Anos                                    |
| 2001                                         | 65                                           | 66                                           | 235                                          | 191                                          |
| 2011                                         | 44                                           | 41                                           | 192                                          | 149                                          |
| 2021                                         | 27                                           | 35                                           | 172                                          | 134                                          |

## Descrição
Freguesia do município e da comarca de Castro Daire, Distrito de Viseu, Diocese de Lamego, Relação do Porto; orago, S. Pedro. Dista 17 km da sede do município e está situada na margem direita da ribeira de Balsemão. Tem serviço de correio, escola primária, fábrica de laticínios e é sede de julgado de paz. Foi um curato anual da apresentação de um dos beneficiados da colegiada de S. Martinho de Mouros, no termo de Lamego, e passou a reitoria.
Produz batata, centeio e milho, pois é terra serrana e fria. Nasce nesta freguesia um afluente do Barosa, o Balsemão, que a divide sensivelmente ao meio.
Foi constituída esta freguesia com os três pequenos concelhos de Gosende, Campo Benfeito e Roção, extintos em 1834. As duas últimas povoações conservam o pelourinho. Particularmente, a origem da povoação de Gosende está na vila rural ou «quintana» de Gondesindus, coeva do período germânico (visigótico); o próprio nome, Gosendi antigamente, é evolução do genitivo Gondesindi, de Gosendo, nome mui vulgar na Idade-Média, bem como o seu patronímico, Gosendes.
Sem embargo, no século X, a parte mais meridional, serrana, da grande «vila» de Andreadi (Anreade, atualmente), englobava, para SE., o território da atual freg. de Gosende. A «vila» de Andreadi subia do Douro até estas partes e era já então uma antiga paróquia de S. Miguel; de facto, a dita «vila» terminava «super illa lagona ubi nascit Balsamon, super illa Graliária» (Gralheira) (P. M. H., Dip. et Ch., 527).
Já no século X a «vila» de Andreadi devia estar desmembrada nas vílulas que são nomeadas como «vilas» rurais nos nossos monumentos, quando já a velha «vila» de Andreadi se chamava «terra» de Aregos, e, como se verá, não englobava as referidas vílulas de SW. correspondentes à atual freguesia de Gosende. Entre essas vílulas, as que para Gosende interessam são as de Gosendi, Gosendinho, Dornas, Ribavelida, Peixeninho, Campo Benfeito e Roção. Após a conquista de S. Martinho de Mouros pelo rei Fernando I, o «Magno» (1057), esta zona ficou incluída no julgado e paróquia de S. Martinho; mantendo-se, todavia, no estado de despovoamento em que a haviam deixado as guerras arábico-cristãs.
No segundo quartel do século XII, D. Afonso I doou a Egas Moniz, seu aio e «tenente» de Lamego, aquelas sete «vilas» rurais, como honras, para povoamento; do que Egas Moniz se desempenhou, residindo na bateria de Breteandi (Britiande). Após a morte de Egas Moniz, parte da «vila» de Roção passou para o rei e outra parte a Múnio Ermiges; o rei doou a sua parte, em 1155, ao mosteiro de Salzedas, que comprou em 1172, a de Múnio Ermiges (metade da "vila»), pelo Brejo e pelo «afimento» do Cotelo. As sete honras passaram a constituir um único município e julgado, com sede em Campo Benfeito. No segundo quartel do século XIV. êste município juntou-se ao julgado de Britiande, desligando-se do de S. Martinho de Mouros e recebendo as suas honras, da de Britiande, o maior dos privilégios desta terra: o de beetria.
Por esta altura, outras honras próximas se uniram à de Britiande: as de Várzea da Serra, Mezio e Lalim, que igualmente por ela se tornaram beetrias (excepto Lalim, que já o era, tão antiga quanto a de Britiande).
As onze honras congregadas formaram a ouvidoria medieval de Britiande, na sua primeira fase que termina em 1395. O facto é curiosíssimo na história destas singulares sociedades democráticas chamadas beetrias, e operou-se sob o conde D. Pedro, filho de D. Dinis, eleito para senhor pelas onze honras quando veio fixar residência nos seus opulentos paços de Lalim; aqui faleceu em 1354, sendo levado a sepultar ao mosteiro de S. João de Tarouca. Nesta primeira fase da união, as dez honras de Campo Benfeito, Dornas, Gosende, Gosendinho, Lalim, Mezio, Peixeninho, Ribavelide, Roção e Várzea da Serra, foram chamadas "honras de Britiande», ou «concelhos de Britiande», ou «Britiande e sua honra».
Quando faleceu o conde D. Pedro, o rei D. Pedro I forçou os moradores das onze honras a receber um senhor que êles Ihes nomeou: o novo conde de Barcelos, D. João Afonso de Meneses. As beetrias de Britiande, que tinham o privilégio de eleger livremente para senhor o fidalgo que quisessem, recusaram-se a acatar o decreto régio e expulsaram o mais poderoso nobre de Portugal. Êste queixou-se ao rei, que escreveu, irritado, «a vós, juizes e concelhos de Britiande e aos outros julgados e lugares que eram honras do conde D. Pedro, meu tio»: «sabede que o conde dom Joham meu vassalo, a que eu cas dictas honras fiz mercee, me dise que vós nom queríades com elle husar»; e obrigou os juízes de Britiande a receberem por senhor o conde D. João Afonso, ordenando-lhes que o façam aceitar pelas outras honras anexas.
Morto, em 1381, o conde D. João Afonso, as onze honras elegeram, em Britiande (a cabeça), seu filho, o conde de Viana, D. João Afonso. Traidor à Pátria após a morte de D. Fernando, a sociedade destituíu-o, logo que o alcaide de Lamego se resolveu a dar voz pelo Mestre de Avis. O novo eleito pelos concelhos de Britiande foi João Rodrigues Pereira, confirmado por D. João I em 1385. Presumivelmente por não guardar os «foros, usos e bons costumes» da sociedade, esta destituíu-o, substituindo-o por Martim Vasques da Cunha, o herói de Trancoso. Quando êste, em 1395, se passou para Castela, D. João I sequestrou todos os bens e honras do herói, entre estas as beetrias de Britiande. Foi então que se dispersou grande parte da sociedade: a honra de Gosende, extinta, formou um concelho por si; as honras de Peixeninho e Gosendinho, extintas, passaram a têrmos do conc. de Gosende; a honra de Dornas, extinta, entrou no têrmo de Lamego; a honra de Lalim foi doada a D. João de Castro; a honra de Roção, extinta, formou um conc. próprio; a honra de Britiande, cabeça da sociedade, foi dada à cidade de Lamego; a honra de Ribavelida entrou no têrmo do conc. de Britiande (restaurado em 1396); as honras de Várzea da Serra, Mezio, e Campo Benfeito continuaram beetrias anexas à honra de Britiande (segunda fase da sociedade: 1396-1550).
Pelas quatro honras foram eleitos sucessivamente os duques de Bragança, D. Afonso, D. Fernando I e D. Fernando II, a princesa Santa Joana e o duque D. Jorge de Lencastre. Falecido êste em 1550, D. João III ordenou o sequestro e extinção das beetrias, mantendo-se os conc. Alguns anos antes da definitiva extinção, os conc. de Gosende e de Campo Benfeito formavam já um só, denominado «conc. de Gosende Campo Benfeito». A freg. compreende os lug. de Campo Benfeito, Codeçal, Cotelo, Gosendinho, Peixeninho e Rossão.

## Património
- Pelourinho de Campo Benfeito
- Pelourinho de Rossão

## Presidente da Junta
- Paulo Jorge da Conceição Correia de Castro (PPD/PSD) - 2013 a 2017
- Domingos Soares da Silva (PS) - 2017 ao presente [carece de fontes?]